# Stijn Spierings
Stijn Spierings (Alkmaar, 12 maart 1996) is een Nederlands professioneel voetballer, die doorgaans speelt als middenvelder. Hij verruilde Toulouse in juli 2023 transfervrij voor RC Lens.

## Clubcarrière

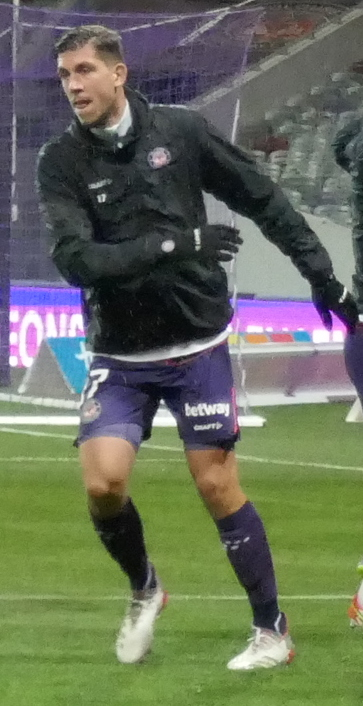
Spierings als speler van Toulouse FC in 2022

### AZ
Spierings doorliep de jeugdopleiding van AZ en mocht op 13 februari 2015 debuteren voor de hoofdmacht van de Alkmaarders. Thuis tegen PSV stond AZ met 2–4 achter, toen de middenvelder in de achtentachtigste minuut van coach John van den Brom mocht invallen voor Robert Mühren.

### Sparta Rotterdam
Op 1 februari 2016 werd hij verhuurd aan Sparta. In een half jaar speelde hij zes wedstrijden en hij met Sparta kroonde hij zich tot kampioen van de Eerste divisie. In de zomer van 2016 stapte Spierings definitief over naar Sparta, waar hij zijn handtekening zette onder een verbintenis voor de duur van één seizoen. Vier maanden na het ondertekenen van dit contract verlengde hij zijn verbintenis, tot aan de zomer van 2019. Op het moment dat hij zijn nieuwe contract ontving, had hij meegespeeld in zeven van de eerste negen wedstrijden in de Eredivisie. Hij vormde vaak een middenveld met Mart Dijkstra en Ryan Sanusi.

### RKC Waalwijk
In januari 2019 verruilde Spierings Sparta voor RKC Waalwijk. Daarmee werd hij dat jaar achtste in de Eerste Divisie. Hij promoveerde met RKC naar de Eredivisie nadat hij in de tweede finalewedstrijd in Deventer tegen Go Ahead Eagles diep in de blessuretijd de gelijkmaker scoorde.

### Levski Sofia
In januari 2020 verruilde Spierings RKC Waalwijk voor Levski Sofia. In Bulgarije richtte Spierings - nadat hij met zijn trainer een dierenasiel bezocht namens de club - een eigen asiel op voor kansloze straathonden, genaamd Delphi's Happy Pets. Na zijn vertrek uit Bulgarije deed hij dit asiel over aan de voorzitter van de club. 

### Toulouse
Spierings verruilde Levski Sofia in oktober 2020 voor Toulouse, op dat moment actief in de Ligue 2. Hier werd hij voor het eerst in zijn carrière een onbetwiste basisspeler. Spierings werd in het seizoen 2021/22 met Toulouse kampioen van de Ligue 2. Dat betekende ook promotie naar de Ligue 1. Zijn teamgenoten en hij wonnen in 2022/23 voor het eerst in de clubhistorie de Coupe de France. Spierings speelde in drie seizoenen 99 competitiewedstrijden voor Toulouse, waarvan 94 als basisspeler. Na afloop van zijn derde seizoen bij de Franse club was hij transfervrij. Hij tekende in juli 2023 vervolgens voor vier jaar bij RC Lens, de nummer twee van Frankrijk in het voorgaande seizoen. Na vier wedstrijden werd hij echter diezelfde transferperiode weer opnieuw verhuurd aan Toulouse, waar hij zijn debuut maakte in de Europa League. 

## Clubstatistieken
| Seizoen | Club             | Competitie     | Competitie | Competitie | Beker | Beker | Overig | Overig | Totaal | Totaal |
| Seizoen | Club             | Competitie     | Wed.       | Dlp.       | Wed.  | Dlp.  | Wed.   | Dlp.   | Wed.   | Dlp.   |
| ------- | ---------------- | -------------- | ---------- | ---------- | ----- | ----- | ------ | ------ | ------ | ------ |
| 2014/15 | AZ               | Eredivisie     | 2          | 0          | 0     | 0     | —      | —      | 2      | 0      |
| 2015/16 | AZ               | Eredivisie     | 0          | 0          | 0     | 0     | —      | —      | 0      | 0      |
| 2015/16 | Sparta Rotterdam | Eerste divisie | 6          | 1          | 0     | 0     | —      | —      | 6      | 1      |
| 2016/17 | Sparta Rotterdam | Eredivisie     | 22         | 1          | 3     | 0     | —      | —      | 25     | 1      |
| 2017/18 | Sparta Rotterdam | Eredivisie     | 16         | 2          | 1     | 0     | 4      | 1      | 21     | 3      |
| 2018/19 | Sparta Rotterdam | Eerste divisie | 9          | 0          | 0     | 0     | —      | —      | 9      | 0      |
| 2018/19 | RKC Waalwijk     | Eerste divisie | 16         | 7          | 0     | 0     | 5      | 1      | 21     | 11     |
| 2019/20 | RKC Waalwijk     | Eredivisie     | 17         | 3          | 1     | 0     | —      | —      | 18     | 3      |
| 2019/20 | Levski Sofia     | Parva Liga     | 9          | 2          | 3     | 0     | —      | —      | 12     | 2      |
| 2020/21 | Levski Sofia     | Parva Liga     | 7          | 2          | 0     | 0     | —      | —      | 7      | 2      |
| 2020/21 | Toulouse         | Ligue 2        | 28         | 10         | 3     | 1     | 2      | 1      | 33     | 12     |
| 2021/22 | Toulouse         | Ligue 2        | 35         | 1          | 2     | 0     | —      | —      | 37     | 1      |
| 2022/23 | Toulouse         | Ligue 1        | 36         | 2          | 6     | 1     | —      | —      | 42     | 3      |
| 2023/24 | RC Lens          | Ligue 1        | 4          | 0          | 0     | 0     | 0      | 0      | 4      | 0      |
| 2023/24 | → Toulouse       | Ligue 1        | 22         | 0          | 3     | 0     | 2      | 0      | 27     | 0      |
| Totaal  | Totaal           | Totaal         | 229        | 31         | 22    | 2     | 13     | 6      | 260    | 39     |

## Interlandcarrière
Spierings speelde voor Nederland −17, Nederland −18, Nederland –19 en Nederland −20. Hij speelde als jeugdinternational niet op een eindtoernooi.

## Erelijst
| Competitie       |        |         |        |        |
| Competitie       | Aantal | Jaren   |        |        |
| Sparta           | Sparta | Sparta  | Sparta | Sparta |
| ---------------- | ------ | ------- | ------ | ------ |
| Eerste divisie   | 1      | 2015/16 |        |        |
| Toulouse         |        |         |        |        |
| Kampioen Ligue 2 | 1      | 2021/22 |        |        |
| Coupe de France  | 1      | 2022/23 |        |        |